# Ouaninou
Ouaninou este o comună din departamentul Touba, regiunea Bafing, Coasta de Fildeș.